# Bovenkerk
Bovenkerk est un village néerlandais situé dans la commune d'Amstelveen, en province de Hollande-Septentrionale. Au 1er janvier 2008, il compte 2 316 habitants.

## Personnalités liées à Bovenkerk
La personnalité suivante est liée au village :
- John Bosman, footballeur néerlandais.